# Quercus guajavifolia
Quercus guajavifolia là một loài thực vật có hoa trong họ Cử. Loài này được H. Lév. miêu tả khoa học đầu tiên năm 1913.